# Hôtel de la Caisse d'épargne de Sisteron
L'hôtel de la Caisse d'épargne est un bâtiment du début du XXe siècle situé à Sisteron, en France.

## Situation et accès
L'édifice est situé au niveau du cours du Collège, à l'est du centre-ville de Sisteron, et plus largement au nord-ouest du département des Alpes-de-Haute-Provence.

## Histoire

### Acquisition du terrain
Lors de sa séance du 12 mars 1913, le conseil municipal accepte la vente à la Caisse d'épargne d'une parcelle de terrain de 350 mètres carrés vers le sud du cours de Collège, moyennant le prix de 17 000 francs, le prix ayant  été fixé au préalable à 50 francs le mètre carré, lors de la séance du 19 février. Une enquête de commodo et incommodo est par la suite ouverte dans la commune, du 4 au 12 avril, pour ce projet de vente ; les observations sont reçues par le commissaire enquêteur le 14 avril, de 9 h à 17 h.

### Concours
En mai 1913, un concours pour la construction d'un hôtel de la Caisse d'épargne est ouvert à tous les architectes, ingénieurs et constructeurs français, jusqu'au 1er août,. Douze projets sont reçus. Le conseil des directeurs se réunit le 21 août au siège d'alors de la Caisse d'épargne pour choisir et classer les projets.
| Prix | Candidat      | Ville du candidat  | Prime   |
| ---- | ------------- | ------------------ | ------- |
| 1er  | Robilloud     | Grenoble (Isère)   | 1 000 F |
| 2d   | Jean Valentin | Avignon (Vaucluse) | 500 F   |

Également, par décision du président du conseil d'administration, les projets sont exposés publiquement dans une salle de l'ancien hôtel de ville le 22 août, de 9 h à 12 h puis de 14 h à 16 h.

### Adjudication
L'adjudication en cinq lots des travaux de construction de l'hôtel de la Caisse d'épargne a lieu le 19 octobre 1913, à 14 h, dans la salle de l'ancien hôtel.

## Structure
L'édifice s'élève sur trois niveaux et ses quatre façades, de couleur jaunâtre, se composent de trois travées. Il est placé sur un remblai qui délimite les rues adjacentes par des murs de soutènement. La façade principale comprend un avant-corps sur sa travée centrale. Dans cette dernière, l'entrée principale est surmontée d'un bas-relief de ruche — symbole des caisses d'épargne françaises, à l'époque de sa construction. Les trois fenêtres du premier étage sont surmontées des inscriptions : la raison sociale « CAISSE / D’EPARGNE » au centre, les valeurs « TRAVAIL-ORDRE » à gauche et « PRÉVOYANCE » à droite. Le deuxième étage comprend au centre, un fronton curviligne brisé dans lequel s'inscrit les armes de la ville, et deux œils-de-bœuf ronds sur les côtés. La façade arrière comprend une cheminée au deuxième étage sur laquelle est gravée la date « 1914 ».